# جزيرة حكيم
جزيرة حكيم (بالتركي: Hekim Adasi) تعرف أيضًا باسم جزيرة كيليس، تقع في بحر إيجة ضمن أراضي تركيا. وهي جزء من منطقة أورلا في محافظة إزمير، وتحديدًا في خليج إزمير، تُعتبر الجزيرة ثاني أكبر جزيرة في خليج إزمير، حيث تبلغ مساحتها 2.5 كيلومترًا مربعًا، ويُطلق على جزر خليج إزمير مجتمعةً اسم جزر أورلا. تبعد أقرب نقطة إلى البر الرئيسي من الجزيرة 2.5 كيلومترًا غربًا. في الوقت الحالي لا يُسمح بزيارة الجزيرة.

## معلومات عامة
يُشتق اسم جزيرة حكيم من الكلمة العربية التي تعني الطبيب. وتروي الأسطورة أن طبيبًا كان في طريقه إلى اليونان، في إطار اتفاقية تبادل السكان بين اليونان وتركيا، اختار البقاء في إزمير واستقر في الجزيرة، حيث أنشأ مزرعته الخاصة.